# ایشپیر
ایشپیر (به هلندی: Spier) یک منطقهٔ مسکونی در هلند است که در میدن-درنته واقع شده‌است. ایشپیر ۱۲۹ نفر جمعیت دارد.